# Donja Dubnica (Vučitrn)
Pour les articles homonymes, voir Donja Dubnica.
Dumnicë e Poshtme en albanais et Donja Dubnica en serbe latin (en serbe cyrillique : Доња Дубница) est une localité du Kosovo située dans la commune/municipalité de Vushtrri/Vučitrn et dans le district de Mitrovicë/Kosovska Mitrovica. Selon le recensement kosovar de 2011, elle compte 1 379 habitants, dont 1 378 Albanais.

## Démographie

### Évolution historique de la population dans la localité
| 1948 | 1953 | 1961 | 1971  | 1981  | 1991  | 2011  |
| ---- | ---- | ---- | ----- | ----- | ----- | ----- |
| 625  | 725  | 865  | 1 122 | 1 202 | 1 324 | 1 379 |

|  |